# 순천 선암사 동종
순천 선암사 동종(順天 仙巖寺 銅鍾)은 전라남도 순천시 승주읍 선암사 성보박물관에 있는 조선시대의 종이다. 2008년 3월 12일 대한민국의 보물 제1558호로 지정되었다.

## 개요
높이가 120cm에 이르는 비교적 대형 작품에 속하는 이 종은 종신에 새겨진 명문에 의하면 1700년(강희 39) 조계산 선암사 대종으로 800근의 중량을 들여 개주(改鑄)한 것이라 기록되어 있지만 이 때 새로이 주조된 것으로 이해된다. 특히 김상립(金尙立)의 아들 김수원(金守元), 도편수(都片手) 김성원(金成元), 부편수(副片手) 김효건(金孝建), 김성원의 아우 김섬태(金暹泰) 등 18세기에 활동했던 김상립과 그의 아들 등의 이름이 나열되어 있어 당시 김상립을 중심으로 한 사장계(私匠系)의 활동 상황을 엿볼 수 있는 첫 번째 작품으로 의미가 깊다.
이 종은 종의 형태가 조선후기의 전형을 이루고 있음은 물론, 활기찬 쌍룡뉴와 유곽대, 보살상과 왕실 안녕을 기원하는 문구가 담겨 있는 전패 등 각 부의 문양이 세련되는 등 전체적으로 조형성이 뛰어난 작품이다.

## 같이 보기
- 선암사

## 참고 자료
- 순천 선암사 동종 - 국가유산청 국가유산포털